# Zentralamerika- und Karibikspiele 1990
Die 16. Zentralamerika- und Karibikspiele fanden vom 20. November bis 4. Dezember 1990 in der mexikanischen Hauptstadt Mexiko-Stadt statt.
Zunächst war Cartagena in Kolumbien als Austragungsort vorgesehen, jedoch musste man aus finanziellen Gründen von der Austragung zurücktreten. Guatemala-Stadt bot sich als Ersatz an, zog sich jedoch schließlich 1989 ebenfalls zurück, sodass Mexiko-Stadt nur kurzfristig als Ersatzveranstalter einspringen konnte.
Erfolgreichste Nation war wie in der Vergangenheit bereits so oft Kuba, dessen Sportler mit 180 Goldmedaillen in insgesamt 361 Wettbewerben quasi die Hälfte aller Entscheidungen gewann. Mexiko nahm mit 114 Goldmedaillen den zweiten Rang im Medaillenspiegel ein, vor Puerto Rico mit 21 Goldmedaillen.

## Teilnehmende Nationen
29 Länder nahmen mit insgesamt 4206 Athleten an den Zentralamerika- und Karibikspielen teil. Aruba und St. Vincent und die Grenadinen gaben ihr Debüt.
| - Amerikanische Jungferninseln - Antigua und Barbuda - Aruba - Bahamas - Barbados - Belize - Bermuda - Britische Jungferninseln - Cayman Islands - Costa Rica | - Dominikanische Republik - El Salvador - Guatemala - Grenada - Guyana - Haiti - Honduras - Jamaika - Kolumbien - Kuba | - Mexiko - Nicaragua - Niederländische Antillen - Panama - Puerto Rico - St. Vincent und die Grenadinen - Suriname - Trinidad und Tobago - Venezuela |

## Sportarten
Bei den Zentralamerika- und Karibikspielen waren 30 Sportarten im Programm. Bowling wurde wieder ins Programm aufgenommen, während Kanu, Badminton, Racquetball und Taekwondo erstmals ausgetragen wurden.
| - Badminton - Baseball - Basketball - Bogenschießen - Bowling - Boxen - Fechten - Fußball - Gewichtheben - Hockey | - Judo - Kanu - Leichtathletik - Racquetball - Radsport - Reiten - Ringen - Rudern - Schießen - Schwimmen | - Segeln - Softball - Synchronschwimmen - Taekwondo - Tennis - Tischtennis - Turnen - Volleyball - Wasserball - Wasserspringen |

Fett markierte Links führen zu den detaillierten Ergebnissen der Spiele

## Medaillenspiegel
| Platz | Land                         | Gold | Silber | Bronze | Gesamt |
| ----- | ---------------------------- | ---- | ------ | ------ | ------ |
| 01    | Kuba                         | 180  | 90     | 52     | 322    |
| 02    | Mexiko                       | 114  | 100    | 84     | 298    |
| 03    | Puerto Rico                  | 21   | 47     | 41     | 109    |
| 04    | Kolumbien                    | 18   | 29     | 39     | 86     |
| 05    | Venezuela                    | 14   | 42     | 72     | 128    |
| 06    | Dominikanische Republik      | 5    | 11     | 29     | 45     |
| 07    | Jamaika                      | 4    | 4      | 5      | 13     |
| 08    | Guatemala                    | 2    | 5      | 25     | 32     |
| 09    | Costa Rica                   | 1    | 7      | 11     | 19     |
| 10    | Panama                       | 1    | 2      | 10     | 13     |
| 11    | Suriname                     | 1    | 1      | 1      | 3      |
| 12    | Trinidad und Tobago          | —    | 5      | 8      | 13     |
| 13    | Nicaragua                    | —    | 4      | 6      | 10     |
| 14    | Honduras                     | —    | 4      | 2      | 6      |
| 15    | Antigua und Barbuda          | —    | 2      | 1      | 3      |
| 16    | Bermuda                      | —    | 1      | 5      | 6      |
| 17    | Amerikanische Jungferninseln | —    | 1      | 3      | 4      |
| 17    | El Salvador                  | —    | 1      | 3      | 4      |
| 19    | Guyana                       | —    | 1      | 2      | 3      |
| 20    | Barbados                     | —    | 1      | —      | 1      |
| 21    | Bahamas                      | —    | —      | 1      | 1      |
| 21    | Grenada                      | —    | —      | 1      | 1      |
| 21    | Haiti                        | —    | —      | 1      | 1      |
| 21    | Niederländische Antillen     | —    | —      | 1      | 1      |